# Ancistrocerus albophaleratus
Ancistrocerus albophaleratus (лат.) — вид одиночных ос из семейства Vespidae.

## Распространение
Встречаются в Северной Америке.

## Описание
Длина переднего крыла самок 6,0—10,0 мм, а у самцов — 5,5—8,0 мм. Окраска тела в основном чёрная с жёлтыми отметинами. Гнёзда строят в древесине, галлах. Для кормления своих личинок добывают в качестве провизии гусениц бабочек из семейств Tortricidae, Gelechiidae, Noctuidae, Geometridae.